# Джеррі Кріні
Джерард Томас «Джеррі» Кріні (англ. Gerard Thomas «Gerry» Creaney, нар 13 квітня 1970, Котбридж) — шотландський футболіст, який грав на позиції нападника.

## Кар'єра
Кріні почав свою кар'єру в «Селтіку», де пройшов академію і дебютував у першій команді 24 березня 1990 року у виїзній грі проти «Данфермлін Атлетік» (0:0). Він зіграв у п'яти іграх за «Селтік» в цьому сезоні, і забив свій перший гол в матчі проти «Данді» (1:1) 21 березня 1990 року.
З наступного сезону став стабільно залучатись до матчів першої команди, забивши у півфіналі Кубка ліги проти «Данді Юнайтед» (2:0), чим допоміг своїй команді вийти у фінал цього турніру, в якому у листопаді 1990 року Кріні зіграв з командою проти «Рейнджерса», але «Селтік» програв 1:2 в додатковий час. Втім вже у наступному дербі у березні 1991 року він забив за свій клуб і приніс йому перемогу 2:0, вибивши «Рейнджерс» з Кубка Шотландії. Однак найбільше той матч запам'ятався чотирма вилученнями: три «рейнджера» і один гравець «Селтіка» покинули поле через червону картку у другому таймі. Загалом Джеррі зіграв 112 ігор за рідний клуб, забивши 36 голів. В цей же час зі збірною Шотландії до 21 року він став півфіналістом молодіжного чемпіонату Європи 1992 року. Втім на клубному рівні стати головним нападником так і не зумів, борючись із ветеранами команди Френком Макавенні і Чарлі Ніколасом.
В січні 1994 року Джеррі перейшов у англійський «Портсмут», де забив 32 голи за 60 матчів другого за рівнем дивізіону, після чого перебрався у «Манчестер Сіті». Цей крок дав Кріні можливість пограти в Прем'єр-лізі, де, втім, він не зумів заграти як у попередньому клубі, забивши лише чотири голи у 21 грі за сезон, програвши конкуренцію Уве Реслеру, а з приходом у 1996 році ще одного нападника Найджела Клафа Кріні взагалі втратив місце в команді. В результаті шотландець здавався в оренду в нижчолігові англійські клуби «Олдем Атлетік», «Іпсвіч Таун», «Бернлі» і «Честерфілд», а 1999 року покинув горожан, так і не зігравши більше жодної гри за клуб.
В подальшому грав за клуби «Сент-Міррен», «Ноттс Каунті», фінський ТПВ, «Рейт Роверз», «Квін оф зе Саут» і «Клайдбанк», в якому і завершив кар'єру у грудні 2000 року.
Після завершення кар'єри працював бухгалтером, втім у січні 2010 року повернувся у футбол, ставши помічником головного тренера Денні Дрю у нижчоліговому аматорському клубі «Беллшилл Атлетік». 12 жовтня 2010 року Кріні став головним тренером команди після того як Денні Дрю пішов у відставку.
В жовтні 2014 року Джеррі був призначений керівником молодіжного відділу клубу «Данді» , але залишив цю посаду за згодою у листопаді 2015 року.

## Досягнення
- Фіналіст Кубка шотландської ліги (1): 1990-91